# Пристава при Лесковцу
Пристава при Лесковцу (словен. Pristava pri Leskovcu) је насељено место у општини Кршко, Посавска регија, Словенија.

## Историја
До територијалне реорганизације у Словенији била је у саставу старе општине Кршко.

## Становништво
У попису становништва из 2011. године, Пристава при Лесковцу је имала 89 становника.
| Број становника према пописима | Број становника према пописима | Број становника према пописима |
| ------------------------------ | ------------------------------ | ------------------------------ |
| 1991                           | 2002                           | 2011                           |
| 91                             | 83                             | 89                             |

Напомена: До 1953. исказивано под именом Пристава. Године 1998. умањено за део насеља који је припојен насељу Велики Подлог.